# Histoire militaire de l'Afrique du Sud pendant la Seconde Guerre mondiale

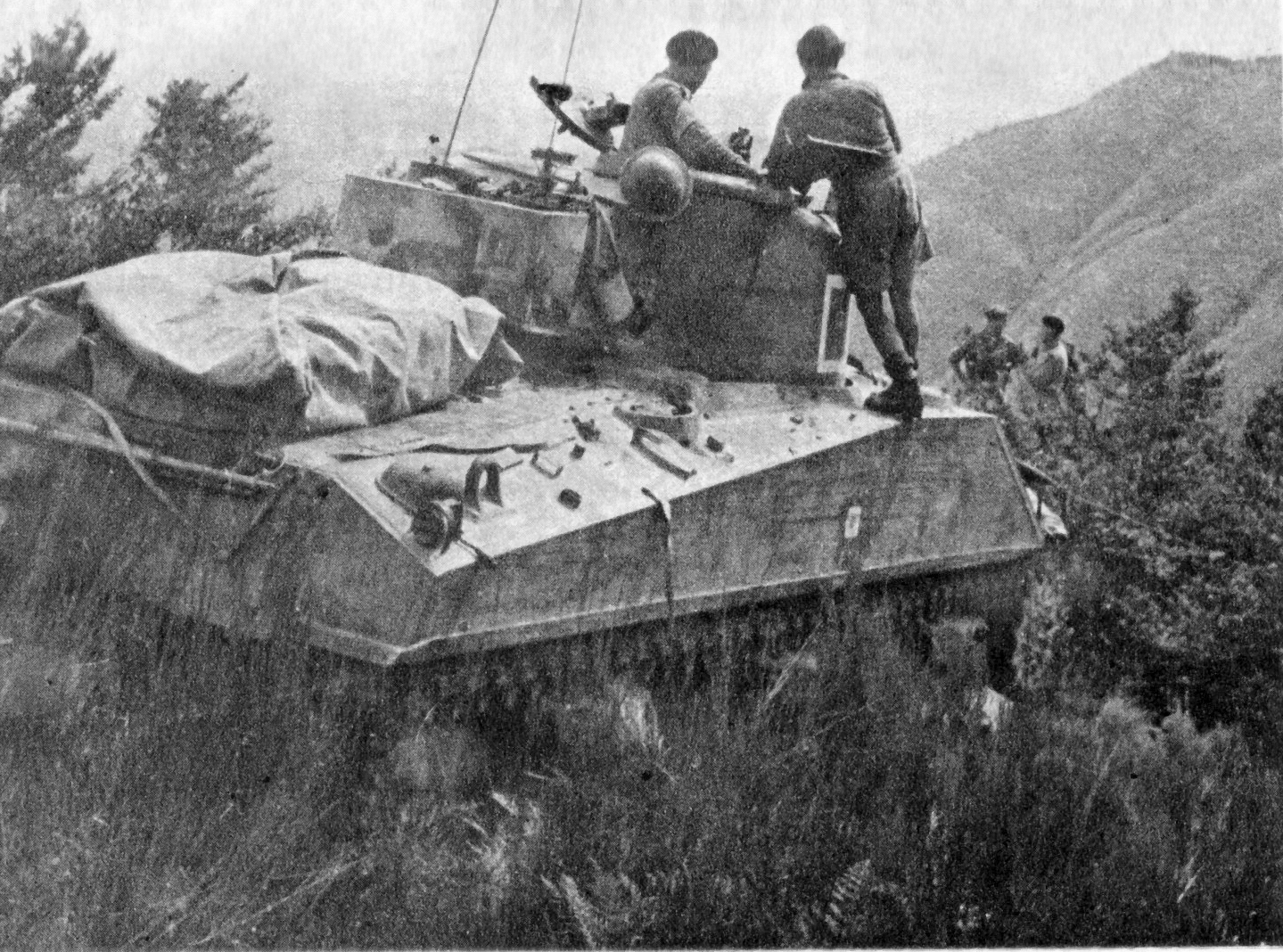
11ème Bde Shezrman de la 6ème division sud-africaine dans les hauteurs du Chianti et observant Florence. 1944

Pendant la Seconde Guerre mondiale, de nombreux Sud-Africains connurent le service militaire. L'Union d'Afrique du Sud participa avec d'autres forces du Commonwealth britannique aux batailles en Afrique du Nord contre Erwin Rommel et l’Afrika Korps, et de nombreux pilotes sud-africains rejoignirent la Royal Air Force et luttèrent contre les puissances de l'Axe sur le théâtre européen.

## Choix politiques au début de la guerre
À la veille de la Seconde Guerre mondiale, l'Union d'Afrique du Sud se trouve dans un dilemme politique et militaire unique. Même si elle était étroitement liée avec la Grande-Bretagne, étant un dominion à co-égalité en vertu du Statut de Westminster de 1931 avec pour chef de l'État le roi d'Angleterre, le premier ministre sud-africain, le 1er septembre 1939, est James B. Hertzog, le chef du Parti national pro-Afrikaner et antibritannique. Le Parti national avait rejoint dans un gouvernement d'union avec le Parti sud-africain pro-britannique de Jan Smuts en 1934 sous la dénomination de Parti uni.
Le problème d’Hertzog était que l'Afrique du Sud était constitutionnellement obligée de soutenir la Grande-Bretagne contre l'Allemagne nazie. Le pacte de défense conjoint polono-britannique engageait la Grande-Bretagne, et par voie de conséquence ses dominions, à aider la Pologne si elle était attaquée par les Nazis. Quand les forces d’Adolf Hitler attaquèrent la Pologne le 1er septembre 1939, la Grande-Bretagne déclara la guerre à l'Allemagne deux jours plus tard. Un débat court mais acharné se déroula en Afrique du Sud, en particulier dans les couloirs du pouvoir au parlement d'Afrique du Sud. Il opposa ceux qui cherchaient à entrer en guerre aux côtés de l'Angleterre, dirigés par Smuts, contre ceux qui voulaient garder l'Afrique du Sud neutre, sinon pro-Axe, dirigé par Hertzog.

## Déclaration de guerre à l'Axe
Le 4 septembre, le caucus du Parti uni refusa d'accepter la position d’Hertzog de neutralité dans la Seconde Guerre mondiale et le déposa en faveur de Smuts. En devenant premier ministre, Smuts déclara officiellement l’Afrique du Sud en guerre avec l'Allemagne et l'Axe. Il se mit aussitôt à fortifier l'Afrique du Sud contre toute éventuelle invasion allemande depuis la mer en raison de l'importance stratégique globale de l'Afrique du Sud pour le contrôle de la longue route maritime autour du cap de Bonne-Espérance.
John Vorster et d'autres membres du mouvement pro-nazi Ossewabrandwag restèrent fermement opposés à la participation de l'Afrique du Sud dans la Seconde Guerre mondiale et menèrent des actes de sabotage contre le gouvernement de Smuts. Smuts prit des mesures sévères contre l’Ossewabrandwag et emprisonna ses dirigeants, dont Vorster, pour la durée de la guerre.

## Le maréchal et Premier ministre Smuts
Le maréchal Jan Smuts était le seul général non britannique important dont les conseils étaient constamment recherchés par Winston Churchill, premier ministre de la Grande-Bretagne durant la guerre. Smuts fut invité au Cabinet de guerre impérial en 1939 comme le doyen d'Afrique du Sud en faveur de la guerre. Le 28 mai 1941, Smuts fut nommé maréchal de l'armée britannique, devenant ainsi le premier Sud-Africain obtenir ce rang. En fin de compte, Smuts paiera un prix politique élevé pour sa proximité avec l'establishment britannique, le roi et Churchill qui avait rendu Smuts très impopulaire parmi les Afrikaners, menant à sa future chute.

## Effectifs
Avec la déclaration de la guerre en septembre 1939, la Union Defence Force (South Africa) (en), nom alors de armée sud-africaine ne comptait que 5 353 soldats réguliers, et un appoint de 14 631 hommes de l’Active Citizen Force (ACF) qui dispensait une formation en temps de paix à des volontaires et qui, en temps de guerre, constituerait le corps principal de l'armée. Les plans d'avant-guerre ne prévoyaient pas que l'armée se battrait à l’extérieur de l'Afrique du Sud, elle n’était formée et équipée que pour la guerre dans la brousse.
Un des problèmes auquel l’Afrique du Sud dut constamment faire face pendant la guerre était la pénurie d'hommes disponibles. En vertu de sa politique raciale, elle n’envisagerait d’armer que les hommes d'origine européenne, ce qui limitait l’effectif disponibles à environ 320 000 hommes âgés entre de 20 et 40 ans. En outre, la déclaration de guerre à l'Allemagne avait le soutien de seulement une courte majorité au Parlement sud-africain et la guerre était loin d'être universellement populaire. En effet, il y avait une importante minorité qui s’opposait activement à la guerre et dans ces conditions, la conscription ne fut jamais une option. L'expansion de l'armée et son déploiement à l'étranger dépendait entièrement de volontaires.
Compte tenu de l'attitude raciale du pays, il ne fut pas surprenant que l'enrôlement de troupes combattantes parmi la population noire ne fut guère considéré. Au lieu de cela, afin de libérer autant de Blancs que possible pour les combats et « bras techniques », un certain nombre de corps furent formés pour fournir des chauffeurs et de pionniers, tirés de la catégorie la plus acceptable, les populations métis et indiennes. Ils furent par la suite fusionnés dans le Cape Corps. Un corps militaire indigène, ouvert aux Noirs, fut également formé comme pionniers et pour des tâches de construction. Pour certaines de leurs tâches, les individus étaient armés, principalement pour leur autoprotection et pour la garde, mais ils ne furent jamais autorisés à participer à un combat réel contre des Européens.

## Contributions militaires et victimes de la Seconde Guerre mondiale
L’Afrique du Sud et ses forces militaires contribuèrent à de nombreux théâtres de guerre. La contribution de l'Afrique du Sud se limita principalement à fournir des troupes, des aviateurs et du matériel pour la campagne d'Afrique du Nord (la guerre du désert) et la campagne d'Italie ainsi que pour les navires alliés qui venaient s’amarrer dans ses ports, ô combien cruciaux car voisins de l'océan Atlantique et l'océan Indien, qui convergeaient vers la pointe de l'Afrique australe. De nombreux volontaires volèrent également pour la Royal Air Force.
1. L’armée de terre sud-africaine et la force aérienne jouèrent un rôle majeur dans la défaite des forces italiennes de Benito Mussolini pendant la campagne d’Afrique orientale en 1940/1941. Les Junkers Ju 86 convertis du 12e escadron, de la force aérienne sud africaine, effectuèrent le premier raid de bombardement de la campagne sur une concentration de chars à Moyale à 8h du matin le 11 juin 1940, quelques heures à peine après la déclaration de guerre de l'Italie.
2. Une autre importante victoire à laquelle les Sud-Africains participèrent fut la libération de Madagascar alors aux mains du régime de Vichy, allié des Nazis. Les troupes britanniques aidées par des soldats sud-africains, organisèrent leur attaque depuis l’Afrique du Sud, débarquant sur cette île stratégique le 4 mai 1942 empêchant sa saisie par les Japonais.
3. La 1re division d’infanterie sud africaine participa à plusieurs combats en Afrique du Nord en 1941 et 1942, dont la bataille d'El Alamein, avant d'être retirée et renvoyée en Afrique du Sud pour y être reconstituée comme une division blindée.
4. La 2e division d’infanterie sud africaine prit part également à un certain nombre de batailles en Afrique du Nord en 1942, mais, le 21 juin 1942, deux brigades d'infanterie complète de la division ainsi que la plupart des unités de soutien furent capturées à la chute de Tobrouk.
5. La 3e division d’infanterie sud africaine ne prit jamais une part active dans une bataille, mais organisa et entraîna les forces territoriale sud-africaines, effectua des tâches de garnison et fournit des effectifs de remplacement pour la 1re et la 2e division d’infanterie sud-africaine. Cependant, l'une des brigades la constituant, la 7e brigade motorisée prit part à l'invasion de Madagascar en 1942.
6. La 6e division blindée sud africaine combattit dans de nombreuses batailles en Italie en 1944-1945.
7. La force aérienne sud-africaine (SAAF) apporta une contribution significative à la guerre aérienne en Afrique orientale, en Afrique du Nord, en Sicile, en Italie, dans les Balkans et même très loin à l'est avec des missions de bombardement visant les champs pétrolifères roumains à Ploiești, des missions d'approvisionnement pour appuyer l'insurrection de Varsovie et des missions de reconnaissance avant les avancées russes dans la région de Lvov-Cracovie.
8. Des nombreux aviateurs sud-africains se portèrent également volontaires et s’engagèrent dans la RAF, certains ayant servi avec distinction.
9. L’Afrique du Sud contribua à l'effort de guerre contre le Japon, fournissant des hommes et des navires pour les batailles navales contre les Japonais.
Sur les 334 000 hommes volontaires pour le service dans l'armée sud africaine pendant la guerre (dont 211 000 Blancs, 77 000 Noirs et 46 000 métis et Indiens), près de 9 000 furent tués au combat.
La Commonwealth War Graves Commission a recensé 11 023 Sud-africains morts à la guerre pendant la Seconde Guerre mondiale.